# Comuna Nîvra, Borșciv
Nîvra (în ucraineană Нивра) este o comună în raionul Borșciv, regiunea Ternopil, Ucraina, formată din satele Nîvra (reședința) și Zalucicea.

## Demografie
Componența lingvistică a comunei Nîvra
     Ucraineană (99,72%)
     Alte limbi (0,28%)
Conform recensământului din 2001, majoritatea populației comunei Nîvra era vorbitoare de ucraineană (99,72%), existând în minoritate și vorbitori de alte limbi.